# Кранцфельд Давид Йосипович
Дави́д Йо́сипович Кра́нцфельд (10 листопада 1852, Херсон — 6 жовтня 1921, Одеса) — лікар-хірург, доктор медицини (1886).

## Життєпис
Народився 10 листопада 1852 року у місті Херсон. Випускник Херсонської гімназії 1870 року.
1875 року закінчив Київський університет св. Володимира. Від 1877 року перебував на військово-медичній службі, від 1886 року — в Одесі. Учасник російсько-турецької війни 1877—1878 років.
У 1884—1886 роках вдосконалював знання в Імператорській військово-медичній академії у Санкт-Петербурзі. Дійсний член Товариства одеських лікарів і Одеського бальнеологічного товариства.
Серед робіт:
- «До питання про urticaria facticia» (1884);
- «Пухирцевий шов: його значення при внутрішньочеревних пораненнях міхура й при високому каменерозсіканні» (1885);
- «До питання про етіологію гострих нагноєнь (Osteomyelitis acuta spontanea, phleqmone та деякі інші). Роль мікроорганізмів при цих процесах» (1886; дисертація на ступінь доктора медицини);
- «Лікування шкірних хвороб снігом з вугільної кислоти» 1912.

Помер 6 жовтня 1921 року в Одесі.